# El secreto de Puente Viejo
El secreto de Puente Viejo es una serie de televisión española producida por Boomerang TV y que fue emitida en Antena 3 desde 2011 hasta 2020. Trata sobre la vida de los habitantes de un pequeño pueblo ficticio al norte de España llamado Puente Viejo, en el que el amor, la venganza, las traiciones y la comedia siempre están presentes. Se estrenó el 23 de febrero de 2011 en horario de máxima audiencia, con casi 3 200 000 espectadores, un 17 % de cuota de pantalla y liderando sobre el resto de cadenas. La temporada final estuvo protagonizada por María Bouzas, Ramón Ibarra, Silvia Marsó y Manuel Regueiro, entre otros.
Los lugares donde se rodó la ficción fueron: Leganés, La Granjilla (El Escorial) y Torremocha de Jarama; Comunidad de Madrid, España.
El miércoles 23 de febrero de 2011, a las 22:15h, se emitió el primer capítulo, siendo líder en prime time. A partir del lunes del mismo mes, la serie pasó a emitirse de lunes a viernes a las 17:15h.
El 19 de agosto de 2012, con 381 capítulos, la serie renovó para una segunda temporada, que sucedía 16 años después de la primera. Ese mismo mes, la serie se empezó a emitir en Italia, convirtiéndose en un auténtico éxito.
En septiembre de 2014 la serie cambió ligeramente su horario, pasando a emitirse a las 17:45h, también de lunes a viernes, y tiempo después se convirtió en la serie más longeva de la televisión española y líder en su franja, consolidándose como la serie diaria más vista.
El 2 de febrero de 2015 la serie alcanzó los mil capítulos y el 24 de enero de 2019 alcanzó los 2000 capítulos. El 11 de septiembre de 2019, la serie volvió a experimentar un gran cambio con otro salto temporal, esta vez de 4 años, y se renovó casi todo el reparto, manteniendo únicamente de las temporadas anteriores a María Bouzas, Ramón Ibarra, Iván Montes, Paula Ballesteros, Mario Zorrilla, Maribel Ripoll, José Gabriel Campos, César Capilla y Selu Nieto.
El 23 de febrero de 2020, la productora anunció la cancelación de la telenovela luego de 9 años, debido a una caída en los índices de audiencia y una renovación de la programación de la emisora.
A causa del estado de alarma, la producción del capítulo final se paró y no se pudieron rodar todas las escenas que quedaban, al fin tuvieron que utilizar las secuencias que ya tenían y omitir las que quedaban por grabar. El 23 de marzo se anunció que a partir del día 27 la serie pasaba a emitirse de lunes a jueves, mientras que los viernes se emitían los especiales Hasta siempre, Puente Viejo, donde se recordaban los mejores momentos de la serie desde sus inicios. El viernes 8 de mayo se volvió a emitir capítulo.
El 11 de mayo se anunció que la serie se seguiría emitiendo en la franja de tarde hasta el 15 de mayo, y su episodio final se emitiría en horario de máxima audiencia el 19 de mayo de 2020, aunque al día siguiente se anunció que el final se retrasaba al 20 de mayo. Dicho día se emitió el capítulo final de la serie, siendo líder en prime time y con una audiencia de 1.740.000 espectadores y un 13% de cuota de pantalla, finalizando así una serie que ya forma parte de la historia de la televisión.
Tres años después del final, en julio de 2023, Atresmedia recuperó la emblemática serie y comenzó a emitir dos capítulos por día desde el 24 de julio en su canal secundario Nova. Pero en el mes de agosto del mismo año comenzó a emitir cuatro capítulos en lugar de dos diariamente. Pasando a emitirse de lunes a viernes entre las 10:30 y las 14:30. Pese a ello, el 6 de octubre de 2023 la serie dejó de emitirse tras haber cubierto casi 200 episodios.

## Argumento
La serie gira en torno a los avatares de la adinerada familia Montenegro, una de la alta burguesía que vive en un pequeño pueblo de España —llamado Puente Viejo—, con la malvada matriarca de la misma —doña Francisca Montenegro—.

## Trama
Los hechos que presenta la serie comienzan en 1885 mostrando al personaje principal de la primera temporada — Pepa Balmes—, mirando a una partera que asiste a su madre en el parto. Más tarde, la acción se traslada hasta 1896 — 11 años después — para mostrar la historia de amor entre Pepa Balmes y Carlos Castro — un hombre casado que vive en una mansión asturiana—, el cual la traiciona y le arrebata a su hijo en común — llamado Martín Castro — para entregárselo a su legítima esposa, la cual acaba de parir a un niño sin vida.
Posteriormente, la acción se traslada a 1902 — 6 años después—, donde Pepa, tras recorrer Asturias y Castilla y León de norte a sur, llega a un pueblo llamado Puente Viejo, donde conoce a Tristán — un militar retirado que vuelve a casa tras años batallando en la guerra de independencia cubana, para reencontrarse con su embarazada e inestable esposa Angustias, con quien tuvo un hijo poco antes de que él marchara a la guerra — y se enamora de él.
Sin embargo, entre Pepa y Tristán nace un amor poderoso, como imposible, pues su destino está condenado por un pasado que les une. Angustias, en un intento de asesinato a su cuñado Carlos Castro y su cuñada Elvira, secuestra al hijo de ambos; el cual resulta ser Martín Castro — hijo de Pepa Balmes—. Tras los acontecimientos acaecidos, Pepa intenta recuperar a su hijo de diversas maneras simultáneamente padeciendo por el matrimonio entre Angustias y Tristán, que la acaba por desmoralizar.
Más tarde, tras el suicidio de Angustias, Pepa y Tristán tienen que luchar por su amor y enfrentarse a los manejos de Francisca Montenegro — madre de Tristán, que no acepta bajo ningún concepto el amor de su hijo por una vulgar partera—. Finalmente y, tras muchas penurias, ambos pueden consumar su amor y tienen dos hijos — Aurora y Bosco, aunque a este último Tristán nunca le llegó a conocer—. Tras el parto, Pepa muere y la acción se traslada hasta 1919 — 16 años después—.
Después del salto temporal, la serie se centra en la historia de amor entre Gonzalo Valbuena —un nuevo cura que llega a Puente Viejo y que en realidad es Martín Castro, el hijo de Pepa — y María Castañeda — hija de Emilia Ulloa y ahijada de Doña Francisca—. Juntos tienen que enfrentarse a Fernando Mesía — el maquiavélico hijo de Olmo Mesía — y a la propia Francisca, quiénes no aceptan la relación de la pareja bajo ningún concepto. Finalmente el amor de ambos triunfa y tienen una hija, Esperanza.
Durante toda la serie también se muestra la relación de amor-odio entre Francisca y Raimundo Ulloa — padre de Emilia—. La relación de esta pareja cambia constantemente, hasta que el amor se impone al odio y ambos acaban aceptando que están enamorados, pasando así a casarse y vivir juntos, disfrutando de su amor.
A su vez, aparece Aurora — hija de Pepa y Tristán—, quién debe enfrentarse a Jacinta—una joven loca que se hace pasar por ella — para recuperar su identidad y así poder formar parte de la familia Castro. Después de la muerte de Tristán, Aurora conoce a Conrado y juntos viven una historia de amor que no acaba bien, debido a que Conrado muere. Aurora también se enfrenta a las maldades de su abuela Francisca, que intenta destruir a la familia Castro por todos los medios posibles.
Al mismo tiempo, aparece Bosco — también hijo de Pepa y Tristán—, un muchacho salvaje y de corazón puro que salva a Francisca de la muerte. Así se convierte en su protegido, pero tras descubrir que es hermano de Martín y Aurora, abandona a la señora.
También aparecen Severo y Carmelo — dos amigos cuyo único objetivo es vengarse de Francisca por asuntos del pasado—. Tras la llegada de Sol — la hermana de Severo a quién este creía desaparecida—, Severo y Carmelo encuentran el amor en Puente Viejo. Sol también lo encuentra en Lucas — amigo de Aurora y médico del pueblo—. Desgraciadamente, ninguna de las tres relaciones acaba bien.
Tras la marcha de Gonzalo, María y Aurora de Puente Viejo, la serie se centra en la relación entre Bosco e Inés, y en cómo estos luchan por su amor y se enfrentan a los que intentan destruirlo: Francisca y Amalia — la primera esposa de Bosco—. Tras mucho sufrimiento, ambos consiguen vivir su amor junto a su hijo, Beltrán.
Después de la muerte de Inés y Bosco, los nuevos protagonistas de la serie pasan a ser Hernando y Camila — una pareja que abre un negocio de aguas en el pueblo llamado Los Manantiales —. Hernando se hace cargo de Beatriz Mella — la hija muda de los Mella que se salvó del incendio en el que murió toda su familia — y contrata a Elías Mato — químico que está perdidamente enamorado de Camila—. El pasado de Hernando, Elías y otras personas del pasado de ambos — Néstor, Damián y Lucía — dificultan la relación de la pareja, hasta que la llegada de Aquilino y su estafa a Hernando provoca que la familia se marche del pueblo.
Al mismo tiempo, aparece Cristóbal Garrigues — hijo bastardo de Salvador Castro e Intendente del pueblo—, que hace todo lo posible por vengarse de Francisca. Sus maldades también afectan a Emilia, de la que se enamora pese a que ella está casada. Después de ser engañado, Cristóbal se marcha, y posteriormente regresa al pueblo con más fuerza que nunca, y se centra en hacerle la vida imposible a Carmelo y a Severo. Tras muchas maldades, Cristóbal provoca un atentado en la Quinta — hogar de Severo y Carmelo — con el objetivo de acabar con Francisca, pero unos recién llegados salvan a los vecinos.
Los forasteros que han salvado al pueblo son los hermanos Ortega, Saúl y Prudencio — vendedores ambulantes que llegan por casualidad al pueblo—. Los dos se convierten en protegidos de Francisca. Sin embargo, ambos se enamoran de la misma mujer, Julieta Uriarte — una joven que llega al pueblo con su abuela Consuelo y su hija Ana huyendo de su pasado—. El pasado de los tres protagonistas y las maldades de Prudencio y Francisca complican la relación de Saúl y Julieta, aunque tras muchas desgracias finalmente el amor se impone y Saúl y Julieta consuman su amor y se casan, para después marcharse del pueblo.
Mientras tanto, Francisca desaparece y Fernando Mesía regresa al pueblo con permiso de la señora para manejar todas sus propiedades. Finalmente, todo resulta ser un plan de Fernando y Fulgencio Montenegro — primo de Francisca — para acabar con ella, aunque Raimundo y compañía consiguen salvarla con ayuda de Fernando.
Sorprendentemente, Gonzalo regresa y simula la muerte de Francisca para desenmascarar a Fernando. María también regresa, y después de la marcha de Gonzalo y la llegada de Esperanza y Beltrán, decide quedarse en el pueblo. Fernando intenta reconquistar a María, pero sus esfuerzos son en vano, y decide llevar a cabo un meticuloso plan de venganza que afecta a todos y cada uno de los vecinos y que amenaza con acabar con el pueblo para siempre.
El plan de Fernando es un éxito hasta que los vecinos — en especial Severo, Carmelo, Francisca y María — logran detenerlo, aunque no pueden evitar varias muertes a manos de Mesía. Desquiciado, Fernando incendia el pueblo con el objetivo de vengarse de todos los puenteviejinos. Estos consiguen acabar con el incendio, pero el pueblo queda destrozado. Hundidos, los vecinos marchan de Puente Viejo, cada uno por su lado, y así se produce un salto temporal de 4 años.
La acción se traslada a 1930 y se centra en dos familias. Los Solozábal llegan al pueblo para dirigir una fábrica de la familia, instalándose en La Casona — antiguo hogar de Doña Francisca—. Está formada por Don Ignacio — el patriarca — y sus tres hijas, Marta, Rosa y Carolina. La otra familia son los De los Visos, que llegan al pueblo para dirigir las minas que el difunto patriarca compró, y se instalan en La Habana — antiguo hogar de Fernando y María—. Está formada por la marquesa Doña Isabel y sus hijos Adolfo y Tomás. Ambos, Don Ignacio y Doña Isabel, están enfrentados, aunque nadie sabe el motivo.
Pronto, Ignacio e Isabel se ven obligados a emparentar cuando Rosa y Adolfo se enamoran, aunque el joven también se siente atraído por Marta. Cuando se da cuenta de que su verdadero amor es Marta, ya es tarde; el embarazo de Rosa complica las cosas y Adolfo termina casándose con ella. Además, Marta está embarazada y regresa casada con su primo Ramón, en un intento desesperado de ocultar la verdadera paternidad de su hijo, que no es otro que Adolfo.
Al mismo tiempo, Francisca se enfrenta a la tía Eulalia, que quiere venganza por asuntos del pasado, y abandona a Raimundo para protegerle. Tras acabar con ella, se reencuentra con su esposo, pero este está en estado de parálisis y sin poder hablar tras haberse golpeado la cabeza. Inesperadamente, Emilia regresa para cuidarle, al mismo tiempo que se revela que Francisca es la líder de Los Arcángeles, una organización secreta en contra de la República a la que se han unido Doña Isabel, Tomás y Don Filiberto.
Tanto en La Casona como en La Habana las cosas empiezan a complicarse.
En la primera, el regreso de Begoña, esposa trastornada de Don Ignacio, lo pone todo patas arriba, ya que intenta por todos los medios acabar con Manuela a la vez que manipula a su hija Rosa, tan trastornada como ella. Además, Ramón descubre el engaño de su hijo y comienza a pegar a su mujer hasta tal punto de hacerle perder el bebé, por lo que Begoña acaba con su vida.
En la segunda, la llegada de Jean Pierre, el amante francés de la marquesa, desestabiliza a la familia De los Visos, ya que se revela que él es el verdadero padre de Adolfo y, además, el causante de que Don Ignacio y Doña Isabel se lleven tan mal.
Finalmente, todo empieza a ponerse en su sitio. Doña Isabel descubre las mentiras de Jean Pierre y se entera de que asesinó a su capataz Maqueda; Rosa revela que su embarazo es mentira y, tras estar a punto de matar a Carolina, es internada en un sanatorio mental junto a su madre Begoña; Emilia revela que tiene una enfermedad incurable y le queda poco tiempo de vida; Adolfo y Marta se marchan juntos para empezar una nueva vida; y Onésimo y Antoñita se casan para vivir felices su amor. Sin embargo, Francisca intenta acabar con Don Filiberto, y el cura, preso de la locura y del fanatismo, llena el pueblo de explosivos y Puente Viejo queda completamente destruido. Muchos vecinos mueren, entre ellos Filiberto, Raimundo y Francisca. La propia Francisca, ya muerta, revela el gran secreto de Puente Viejo: su amor eterno con Raimundo. También revela que los vecinos muertos siguen viviendo en el pueblo, en el que un día fueron tan felices, y que ese mito se ha transmitido durante generaciones. Francisca y Raimundo se cogen de la mano, ya es hora de que descansen. Y así finaliza El secreto de Puente Viejo.

## Ambientación
La serie está ambientada a comienzos del siglo XX (1885-1931), que configuran 46 años de paso en el tiempo.
Se desconoce la ubicación exacta de la localidad de Puente Viejo aunque bien podría tratarse del Puente de Sanabria, un pueblo de la comarca de Sanabria en la provincia de Zamora y donde hay otros pueblos que aparecen en la serie como son Trefacio y la Puebla haciendo clara referencia a Puebla de Sanabria. Sin embargo, a lo largo de la serie se han hecho algunas referencias espaciales de la geografía española; Pepa vivía en Asturias, hasta que fue traicionada por Carlos Castro y viajó hacia el sur — Castilla y León—, tras perder a su hijo.

## Temporadas y audiencias
Anexo:Audiencias de El secreto de Puente Viejo
| Temporada | Episodios | Periodo   | Estreno                  | Final                    | Protagonistas | Audiencia    | Audiencia |
| Temporada | Episodios | Periodo   | Estreno                  | Final                    | Protagonistas | Espectadores | Cuota     |
| --------- | --------- | --------- | ------------------------ | ------------------------ | --- | ------------ | --------- |
| 1.ª       | 381       | 2011-2012 | 23 de febrero de 2011    | 21 de agosto de 2012     | Pepa Balmes (Megan Montaner) y Tristán Castro (Álex Gadea) Francisca Montenegro (María Bouzas), Soledad Castro (Alejandra Onieva), Juan Castañeda (Jonás Berami) | 1 538 000    | 14,1%     |
| 2.ª       | 200       | 2012-2013 | 22 de agosto de 2012     | 6 de junio de 2013       | María Castañeda (Loreto Mauleon) y Gonzalo Valbuena (Jordi Coll) Fernando Mesía (Carlos Serrano) y Olmo Mesía (Iago García)                                      | 1 899 000    | 17,1%     |
| 3.ª       | 84        | 2013      | 10 de junio de 2013      | 4 de octubre de 2013     | María Castañeda (Loreto Mauleon) y Gonzalo Valbuena (Jordi Coll) Fernando Mesía (Carlos Serrano) y Francisca Montenegro (María Bouzas)                           | 1 951 000    | 18,9%     |
| 4.ª       | 169       | 2013-2014 | 7 de octubre de 2013     | 9 de junio de 2014       | María Castañeda (Loreto Mauleon) y Gonzalo Valbuena (Jordi Coll) Fernando Mesía (Carlos Serrano) y Bernarda Jiménez (Mercedes León)                              | 2 019 000    | 18,8%     |
| 5.ª       | 195       | 2014-2015 | 10 de junio de 2014      | 16 de marzo de 2015      | Bosco Ulloa (Francisco Ortiz) e Inés Lagar (Fariba Sheikhan) Amalia Jordán (Aída Flix) y Francisca Montenegro (María Bouzas)                                     | 1 884 000    | 18,1%     |
| 6.ª       | 200       | 2015      | 17 de marzo de 2015      | 28 de diciembre de 2015  | Sol Santacruz (Adriana Torrebejano) y Lucas Moliner (Álvaro Morte) Bosco Ulloa (Francisco Ortiz) e Inés Lagar (Fariba Sheikhan)                                  | 1 810 000    | 18,0%     |
| 7.ª       | 254       | 2015-2017 | 29 de diciembre de 2015  | 3 de enero de 2017       | Hernando Dos Casas (Ángel de Miguel) y Camila Valdesalce (Yara Puebla) Cristóbal Garrigues (Carlos de Austria) y Elías Mato (Jaime Lorente)                      | 1 677 000    | 16,6%     |
| 8.ª       | 121       | 2017      | 4 de enero de 2017       | 26 de junio de 2017      | Hernando Dos Casas (Ángel de Miguel) y Camila Valdesalce (Yara Puebla) Cristóbal Garrigues (Carlos de Austria) y Damián Dos Casas (Nacho Montes)                 | 1 537 000    | 15,6%     |
| 9.ª       | 225       | 2017-2018 | 27 de junio de 2017      | 23 de mayo de 2018       | Julieta Uriarte (Claudia Galán) y Saúl Ortega (Rubén Bernal) Prudencio Ortega (José Milán) y Francisca Montenegro (María Bouzas)                                 | 1 364 000    | 13,4%     |
| 10.ª      | 219       | 2018-2019 | 24 de mayo de 2018       | 3 de abril de 2019       | Elsa Laguna (Alejandra Meco) e Isaac Guerrero (Ibrahim Al Shami) Antolina Ramos (María Lima) y Fernando Mesía (Carlos Serrano)                                   | 1 309 000    | 13,2%     |
| 11.ª      | 111       | 2019      | 4 de abril de 2019       | 10 de septiembre de 2019 | Elsa Laguna (Alejandra Meco) e Isaac Guerrero (Ibrahim Al Shami) Antolina Ramos (María Lima) y Fernando Mesía (Carlos Serrano)                                   | 1 228 000    | 12,8%     |
| 12.ª      | 164       | 2019-2020 | 11 de septiembre de 2019 | 20 de mayo de 2020       | Marta Solozábal (Laura Minguell) y Adolfo Castro (Adrián Pedraja) Rosa Solozábal (Sara Sanz) e Isabel (Silvia Marsó)                                             | 1 034 000    | 9,7%      |
| TOTAL     | TOTAL     | TOTAL     | TOTAL                    | TOTAL                    | TOTAL | 1 483 000*   | 14,4%*    |

## Reparto
La primera temporada de la serie (febrero de 2011 - agosto de 2012) está protagonizada por Megan Montaner, Álex Gadea, María Bouzas, Alejandra Onieva, Jonás Berami, Sandra Cervera, Ramón Ibarra, Mario Martín, Sara Ballesteros, Maribel Ripoll, Enric Benavent, Selu Nieto, Carlota Baró, Adelfa Calvo, Pablo Espinosa, Fernando Coronado e Iago García entre otros.
Para la segunda temporada de la serie (agosto de 2012 - junio de 2013) se incorporan Jordi Coll, Loreto Mauleón, Carlos Serrano, Aída de la Cruz, Blanca Parés, Miguel García Bordá, Diana Gómez y Victoria Camps entre otros. Manteniéndose María Bouzas, Álex Gadea, Sandra Cervera, Fernando Coronado, Alejandra Onieva, Ramón Ibarra, Mario Martín, Carlota Baró, Adelfa Calvo, Maribel Ripoll, Enric Benavent y Selu Nieto.
Para la tercera temporada de la serie (junio de 2013 - octubre de 2013) se incorporan Ariadna Gaya, Jorge Pobes, Charlotte Vega y Javier Abad entre otros. Manteniéndose Jordi Coll, Loreto Mauleón, María Bouzas, Álex Gadea Aída de la Cruz, Victoria Camps, Sandra Cervera, Fernando Coronado, Carlos Serrano, Ramón Ibarra, Mario Martín, Carlota Baró, Adelfa Calvo, Maribel Ripoll, Enric Benavent, Selu Nieto y Blanca Parés de temporadas anteriores.
Para la cuarta temporada de la serie (octubre de 2013 - junio de 2014) se incorporan Rubén Serrano, Alejandro Sigüenza, Mercedes León y Marta Tomasa manteniéndose Jordi Coll, Loreto Mauleón, María Bouzas, Aida de la Cruz, Ariadna Gaya, Sandra Cervera, Fernando Coronado, Carlos Serrano, Ramón Ibarra, Mario Martín, Carlota Baró, Adelfa Calvo, Maribel Ripoll, Enric Benavent, Selu Nieto, Blanca Parés, Jorge Pobes, Charlotte Vega y Javier Abad de temporadas anteriores. Además, regresan Alejandra Onieva e Iago García.
Para la quinta temporada de la serie (junio de 2014 - marzo de 2015) se incorporan Francisco Ortiz, Fariba Sheikhan, Álvaro Morte, Raúl Peña, Chico García, Iván Montes, entre otros. Manteniéndose Jordi Coll, Loreto Mauleón, María Bouzas, Ariadna Gaya, Sandra Cervera, Fernando Coronado, Ramón Ibarra, Mario Martín, Carlota Baró, Adelfa Calvo, Aida de la Cruz, Maribel Ripoll, Enric Benavent, Selu Nieto y Mario Zorrilla de temporadas anteriores.
Para la sexta temporada de la serie (marzo de 2015 - diciembre de 2015) Adriana Torrebejano, María de Nati, Jose Gabriel Campos y Carmen Canivell se incorporan  entre otros. Manteniéndose Francisco Ortiz, María Bouzas, Fariba Sheikhan, Iván Montes, Raúl Peña, Chico García , Sandra Cervera, Fernando Coronado, Ramón Ibarra, Mario Martín, Adelfa Calvo, Aida de la Cruz, Carlota Baró, Alejandro Sigüenza, Maribel Ripoll, Enric Benavent, Selu Nieto, Marta Tomasa y Mario Zorrilla.
Para la séptima temporada de la serie (diciembre de 2015 - enero de 2017) Ángel de Miguel, Yara Puebla, Jaime Lorente, Giulia Charm, Miguel Uribe y Carlos de Austria se incorporan  entre otros. Manteniéndose María Bouzas, Álvaro Morte, Adriana Torrebejano, Sandra Cervera, Fernando Coronado, Iván Montes, Raúl Peña, Chico García, Ramón Ibarra, Mario Martín, Adelfa Calvo, Aida de la Cruz, Carlota Baró, Alejandro Sigüenza, Maribel Ripoll, Selu Nieto, Carmen Canivell, Jose Gabriel Campos, Marta Tomasa y Mario Zorrilla.
Para la octava temporada de la serie (enero de 2017 – junio de 2017) se incorporan Ruth Llopis y Paula Ballesteros manteniéndose María Bouzas, Ángel de Miguel, Yara Puebla, Giulia Charm, Carlos de Austria, Raúl Peña, Chico García, Sandra Cervera, Fernando Coronado, Iván Montes, Mario Martín, Ramón Ibarra, Aida de la Cruz, Maribel Ripoll, Selu Nieto, Carmen Canivell, Jose Gabriel Campos, Marta Tomasa y Mario Zorrilla.
Para la novena temporada de la serie (junio de 2017 – mayo de 2018) se incorporan Claudia Galán, Rubén Bernal, José Millán, Rebeca Sala, César Capilla, Roberto Saiz y Trinidad Iglesias.  Manteniéndose María Bouzas, Sandra Cervera, Fernando Coronado, Aida de la Cruz, Chico García, Raúl Peña, Yara Puebla, Ángel de Miguel, Iván Montes, Giulia Charm, Marío Martín, Ramón Ibarra, Miguel Uribe, Maribel Ripoll, Selu Nieto, Carmen Canivell, Jose Gabriel Campos, Marta Tomasa y Mario Zorrilla de temporadas anteriores. Además, regresa Alejandro Sigüenza.
Para la décima temporada de la serie (mayo de 2018 – abril de 2019) se incorporan Ibrahim Al Shami, María Lima y Alejandra Meco entre otros. Manteniéndose María Bouzas, Claudia Galán, Rubén Bernal, José Milán, Trinidad Iglesias, Chico García, Rebeca Sala, Ruth Llopis, Raúl Peña, Iván Montes, Paula Ballesteros, Marío Martín, Ramón Ibarra, Miguel Uribe, César Capilla, Roberto Saiz, Maribel Ripoll, Selu Nieto, Carmen Canivell, Jose Gabriel Campos, Marta Tomasa y Mario Zorrilla de temporadas anteriores. Además, regresan regresan Loreto Mauleón, Carlos Serrano y Jordi Coll.
Para la undécima temporada de la serie (abril de 2019 – septiembre de 2019) se incorpora Lucía Margo. Manteniéndose María Bouzas, Rebeca Sala, Chico García, Ruth Llopis, Raúl Peña, Alejandra Meco, Ibrahim Al Shami, María Lima, Iván Montes, Paula Ballesteros, Trinidad Iglesias, José Milán, Mario Zorrilla, Ramón Ibarra, Miguel Uribe, César Capilla, Roberto Saiz, Maribel Ripoll, Selu Nieto, Carmen Canivell y Jose Gabriel Campos de temporadas anteriores. 
Para la duodécima y última temporada de la serie (septiembre de 2019 – marzo de 2020) se incorporan Laura Minguell, Adrián Pedraja, Silvia Marsó, Manuel Regueiro, Sara Sanz, Berta Castañé, Alejandro Vergara, Almudena Cid, Adrián Expósito, Ángel H. Sánchez, Arantxa Aranguren, Roser Tapias, Andrés Suárez, Carles Sanjaime, Toni Salgado y Lucía Caraballo entre otros. Manteniéndose Iván Montes, Paula Ballesteros, Mario Zorrilla, Jose Gabriel Campos, Selu Nieto, Maribel Ripoll, César Capilla, María Bouzas y Ramón Ibarra de temporadas anteriores. Además regresa Sandra Cervera.

### Reparto principal última temporada
Tabla de los personajes principales de la última temporada:
| Actor o actriz                   | Personaje                                                          | Descripción |
| -------------------------------- | ------------------------------------------------------------------ | --- |
| María Bouzas                     | Doña Francisca Montenegro avda. de Castro, de Castro y de Ulloa    | Matriarca, antigua dueña de La Casona, es la persona más importante de Puente Viejo, en torno a ella se basan casi todas las desgracias e infortunios de los demás personajes. Francisca fue educada de una forma cruel y se habituó a los modales de la posición que ocupaba su familia, lo cual la llevó a ser muy ambiciosa. Su carácter inquebrantable hace que no sepa lo que es la compasión. Francisca es rencorosa y vengativa, nunca perdona los actos que la perjudiquen. Es ladina, maquiavélica, y aun así se considera una persona justa, aunque para los que la rodean su visión de la justicia esté muy cuestionada. Es cruel y perversa, de las que prefiere ver sufrir a sus enemigos antes que quitárselos de en medio a la primera. Tras el incendio del pueblo, marchó a Madrid, pero ahora ha vuelto con más fuerza que nunca para recuperar todo lo que es suyo y por lo que tanto luchó. Falleció en la explosión causada por el Padre Filiberto. El único amor que ha tenido es Raimundo Ulloa. |
| Ramón Ibarra Robles Ramón Ibarra | Don Raimundo Ulloa                                                 | Marido de Francisca. Es un hombre de un gran y antiguo linaje — como los Montenegro—, que perdió el día en que la Montenegro se cruzó en su camino. Es orgulloso, cultivado, apuesto y con un claro aspecto de galán maduro. Hombre justo y cabal, no soporta las injusticias. Su vida no ha sido nada fácil. Víctima de un desengaño, Raimundo perdió casi todas sus posesiones, que pasaron a Francisca y a Salvador; e inició una guerra desenfrenada contra ellos. Finalmente, y tras muchos bandazos, Francisca y Raimundo dieron rienda suelta a su amor irrefrenable. Actualmente está en estado de parálisis tras golpearse en la cabeza en su huida de Campuzano y sus hombres. Francisca y su hija Emilia le cuidaron hasta que falleció en la explosión causada por el Padre Filiberto. |
| Sandra Cervera                   | Doña Emilia Ulloa Balboa de Castañeda                              | Hija adoptiva de Raimundo, mujer de Alfonso y madre adoptiva de Matías, propietaria de La casa de comidas (ahora Bar) y la Posada de María (ahora Hostal de Puente Viejo) junto a su padre al princioio y después con su marido. Huyeron a Francia tras matar al general Pérez de Ayala, aunque ambos regresaron cuando el pueblo estaba amenazado por Fernando Mesía y su plan del embalse. Tras el incendio, marcharon a Cuba junto a su hija María y sus nietos Esperanza y Beltrán. Ahora ha vuelto al pueblo para cuidar a su padre, que está tetrapléjico. Antes de que el pueblo explotara reveló que tenía una enfermedad mortal. Se desconoce si falleció en la explosión. |
| Mario Zorrilla                   | Don Mauricio Godoy                                                 | Alcalde de Puente Viejo en 1919 y entre 1926 y 1931. Mauricio fue el capataz de La Casona y la mano derecha de Doña Francisca durante muchos años. Fiel, bruto y servicial, hizo todo lo que ordenó Francisca sin rechistar. La aparición de Efrén hizo que Mauricio mostrara su lado más humano y blando, aunque a pesar de ello, siempre deja ver su grosería y violencia. Posteriormente se enamoró de Fe. Durante el tiempo que Matías estuvo en la cárcel, ayudó a Marcela y a Camelia a salir adelante. Tuvo sus más y sus menos con el capitán Huertas y el Padre Filiberto. Se desconoce si falleció en la explosión. |
| Iván Montes                      | Don Matías Castañeda Ulloa                                         | Hijo adoptivo de Emilia y Alfonso y propietario de La casa de comidas y la Posada de María (ahora Hostal de Puente Viejo). Matías es un hombre avispado e inteligente, aunque con un bajo nivel de cultura. Para él, lo normal era robar y engañar. Toda su vida la pasó con sus hermanos y con su padre, que les utilizó para conseguir lo que quería. Tiene un fondo amable y alegre. Cuando conoció a Alfonso y Emilia, desconfíaba de ellos. Matías no creía en la gente ya que tampoco creía en sí mismo, pero el matrimonio de Los Castañeda le hizo ver que el amor y el respeto pueden ser tan imprescindibles como los mazazos que te da la vida. Poco a poco, Matías se transformó en un muchacho trabajador y honrado, pasó a formar parte de la familia Castañeda y se casó con Marcela, chiquilla con la tuvo una hija por error, aunque han sido muy felices. Actualmente, y después de pasar varios años en prisión, ha vuelto al pueblo para centrarse en la revolución y defender los derechos de los trabajadores, mientras se preocupa por su mujer e hija. Se desconoce si falleció en la explosión.          |
| Paula Ballesteros                | Doña Marcela del Molino de Castañeda                               | Esposa de Matías e hija de Paco el del molino. Es una joven tímida y prudente que bebía los vientos por Matías y no perdía la ocasión de hacerse la encontradiza con él, pero Matías no reparaba en ella ya que solo tenía ojos para Beatriz. Sin embargo, después de tener un hijo con Matías por error, se casó con él y terminaron siendo muy felices. Cuando Matías fue a prisión, Marcela tuvo que sacar adelante ella sola el negocio y a su hija, pero encontró un gran apoyo en Tomás de los Visos, que terminó convirtiéndose en su amante. Ahora, con el regreso de Matías, decide olvidar a Tomás e intentar rehacer su vida junto a su esposo. Se desconoce si falleció en la explosión. |
| Maribel Ripoll                   | Doña Dolores Asenjo de Comino vda. de Mirañar                      | Propietaria del ultramarinos del pueblo, esposa de Tiburcio y madre de Hipólito. Dolores es una cotilla con mucho carácter, algo envidiosa. Es un personaje entrañable, una maruja en todos sus ámbitos. Se desconoce si falleció en la explosión. |
| César Capilla                    | Don Tiburcio Comino                                                | Marido de Dolores. Fue un forzudo del circo ambulante que sacó a Dolores de su profunda tristeza por la petición de divorcio de Pedro. Los inicios de Dolores con Tiburcio fueron complicados, ya que ella se mostraba esquiva. Tiburcio se quedó en el pueblo debido a una falsa lumbalgia y abandonó el circo dispuesto a enamorar a Dolores. A pesar de las reticencias de Dolores, consiguió enemorarla y se casaron. Ahora viven en el ultramarinos, e intentan sacar el negocio adelante tras pagar todas las deudas que acumulaban. Se desconoce si falleció en la explosión. |
| Selu Nieto                       | Don Hipólito Mirañar                                               | Hijo de Dolores y Pedro Mirañar. Hipólito es el único hijo nacido del amor entre el antiguo alcalde de Puente Viejo — Pedro Mirañar— y la tendera del Colmado —Dolores Asenjo—. Hipólito tiene una tendencia a meter la pata y a no hacer nunca algo bien. Le gustaba Emilia desde que era un pequeño y era amigo de Alfonso y de Ramiro. Tras varios años se enamoró de Quintina, pero su amor duró poco ya que ella se fue para siempre y no dejó rastro. De quien realmente ha estado enamorado es de Gracia, la persona con la cual estuvo felizmente casado y con la que tuvo una hija pequeña. Sin embargo, Gracia murió y ahora Hipólito tiene un gran vacío en su interior. Actualmente trabaja como tesorero municipal, a las órdenes de Mauricio, el nuevo alcalde.Se desconoce si falleció en la explosión. |
| José Gabriel Campos              | Don Onésimo Fernández Mirañar                                      | Primo de Hipólito y sobrino de Dolores. Onésimo es un caradura, un holgazán, un golfo, de verborrea explosiva y pensamiento innovador... Onésimo es un Mirañar de los pies a la cabeza. Primo de Hipólito, Onésimo Mirañar llegó a Puente Viejo por casualidad, huyendo de una gente que lo buscaba, pero para desesperación de su tía Dolores y de Gracia, pronto en el pueblo se encontró como en casa, viviendo a cuerpo de rey y sin dar palo al agua. Después de vivir un tiempo en Alemania, regresa al pueblo para quedarse. Acaba enamorándose de Antoñita, la sirvienta de Isabel de los Visos y se casa con ella. Se desconoce si falleció en la explosión. |
| Silvia Marsó                     | Doña Isabel marquesa De los Visos vda. de De los Visos y de Castro | Es una marquesa distinguida y orgullosa, cinco generaciones anteriores ostentando un marquesado la han hecho consciente de que es superior a los que la rodean. Es inteligente, sensible, culta, amante de la literatura y la música –sobre todo la ópera–; sagaz, directa cuando es necesario o taimada como una raposa, según le convenga. Y es que ella actúa siempre de acuerdo con sus intereses a corto, medio y largo plazo. No deja nada a la improvisación. Siempre tiene un plan: para cada persona, para cada situación, para cada objetivo que se plantea. Vive con sus hijos en La Habana, antiguo hogar de Fernando y María. La llegada de su amado Jean Pierre al pueblo complicará la relación con sus hijos y con Maqueda. Se revela que pertenece a los Arcángeles. Al final se enamora de don Ignacio. Se desconoce si falleció en la explosión. |
| Manuel Regueiro                  | Don Ignacio Solozábal                                              | Forma parte de una familia de empresarios industriales originarios de Vizcaya, que poseen un gran número de empresas dedicadas a la fabricación de todo tipo de objetos relacionados con el acero y sus derivados. Hace unos años, tras la trágica desaparición de muchas de las tierras de cultivo de Puente Viejo bajo las aguas del embalse, se instaló en la localidad una de las industrias del Grupo Solozábal y no fue otro sino don Ignacio a quien la familia envió para dirigirla. Para establecerse, compró a buen precio una mansión llamada La Casona que a día de hoy ha convertido en el hogar para su familia. Tiene 3 hijas y un ahijado, Pablo, al que le hacen creer que es su hijo, pero finalmente se demuestra que no tiene parentesco con él. Tiene una mujer que vuelve de un sanatorio en Austria, aunque se demuestra que nunca se curó y al final ella vuelve con su hija Rosa al sanatorio, ya que ambas estaban locas. Don Ignacio, después de la explosión de la fábrica se enamora de Doña Isabel, después de tantos rifirrafes consiguen vivir felices. Se desconoce si falleció en la explosión. |
| Laura Minguell                   | Doña Marta Solozábal vda. de Solozábal                             | Es la hija mayor, la hija perfecta de Ignacio. Después de dos años de la muerte de su prometido, quiere quitarse el san benito, volver a vivir sin que le recuerden constantemente su pérdida. Se enamora de Adolfo, aunque tendrá que soportar que su hermana Rosa va a casarse con él. Regresa casada con Ramón, aunque se descubre que lo hizo para ocultar su embarazo, ya que el padre de su hijo no es otro que Adolfo. Ramón la maltrata hasta matar al bebé, Ramón muere a manos de Begoña, la madre de Marta, y ella huye con Adolfo, falsamente acusado del asesinato de Ramón. |
| Sara Sanz                        | Doña Rosa Solozábal de De los Visos                                | Es la mediana de las Solozábal y desde que era una niña se ha refugiado en los libros. Con una inteligencia privilegiada, fue una adolescente que maduró antes de tiempo y luego una joven que hacía cosas de adulta desde que apenas tenía quince años. Rosa es una romántica escondida bajo su imagen de intelectual, una mujer incomprendida. Se enamora de Adolfo, y está dispuesta a luchar contra viento y marea por su amor, aunque para ello tenga que enfrentarse a su hermana Marta. Queda embarazada de Adolfo y, finalmente, se casa con él. Se revela que está loca, que nunca estuvo embarazada y acusa a Adolfo de matar a Ramón. Finalmente acepta irse con su madre al sanatorio de Austria. |
| Berta Castañé                    | Carolina Solozábal                                                 | Es la menor de las tres hermanas Solozábal y la que ha vivido una existencia más despreocupada. Es feliz y siempre está contenta. Carolina es una mujer alegre y divertida, sincera y sin dobleces. Un diamante en bruto. Actualmente, disfruta de su relación amorosa con Pablo Centeno, tras descubrir que no son hermanos. Se desconoce si falleció en la explosión. |
| Adrián Pedraja                   | Don Adolfo de los Visos                                            | Es encantador, un seductor nato, simpático y con don de gentes. Le cuesta comprometerse hasta que conoce a las hijas de don Ignacio en el camino de vuelta a Puente Viejo desde Francia. Se verá envuelto con ellas en una situación límite, hasta el punto de enamorarse de una al tiempo que las circunstancias le llevan a comprometerse con la otra. Finalmente, se casa con Rosa, pero descubre algo que trastocará su vida. Tras ser acusado del asesinato de Ramón falsamente, huye con Marta. |
| Alejandro Vergara                | Tomás de los Visos                                                 | Es un hombre taciturno, aparentemente gris, siempre a las órdenes de su madre, Isabel de los Visos, incluso cuando esas órdenes le parecen injustas, aunque bajo todo eso oculta una sensibilidad y un gusto exquisitos por el arte y la poesía. Tomás es profundamente infeliz y vive una existencia que no es la suya fingiendo ser quien no es, hasta que un día se fija en Marcela, encontrando en ella un apoyo y a su amor verdadero. Sin embargo, tendrá que resignarse a estar sin ella, ya que Marcela es una mujer casada. Actualmente, se ha unido a la secta de 'Los Arcángeles' para acabar con los republicanos. Se desconoce si falleció en la explosión. |
| Adrián Expósito                  | Pablo Centeno Toral / Solozábal                                    | Es un chico muy espabilado y con gran corazón. Nadie salvo don Ignacio sabe cuál es su origen. El muchacho trata y quiere a las Solozábal como hermanas, al menos a Marta y Rosa, con Carolina todo ha cambiado. Actualmente, y tras descubrir que no es hijo de Don Ignacio, vive feliz su amor con Carolina. Se desconoce si falleció en la explosión. |
| Almudena Cid                     | Manuela Sánchez                                                    | Es una mujer honrada y cabal, con un elevado sentido del deber. Es la depositaria de muchos de los secretos de don Ignacio y de sus hijas. Manuela es una mujer que lo ha dado y lo daría todo por la familia Solozábal. Su lealtad, su fidelidad y su discreción son indiscutibles. Se desconoce si falleció en la explosión. |
| Ángel Héctor Sánchez             | Don Jesús Urrutia de la Iglesia                                    | Es un hombre duro, pausado y cumplidor. Jesús es el báculo en que se apoya don Ignacio para mucho más que lo relacionado con los talleres, lo respeta como a un igual. Actualmente, tras pasar un tiempo en la cárcel por culpa de Don Ignacio, decide dejar de trabajar para él, aunque después de la explosión de la fábrica de Don Ignacio decide enterrar el hacha de guerra. Se desconoce si falleció en la explosión. |
| Arantxa Aranguren                | Doña Encarnación de Urrutia de la Iglesia                          | Es la esposa de Jesús y madre de siete hijos, entre los que se encuentra Alicia. Cocina en La Casona porque le gusta. Tras la detencion de su marido, decide abandonar La Casona. Se desconoce si falleció en la explosión. |
| Roser Tapias                     | Alicia Urrutia de la Iglesia                                       | Actual alcaldesa de Puente Viejo. Es una mujer problemática que nunca ha llegado a encajar del todo con los que le rodeaban. Revolucionaria y activista, se junta con Matías para luchar por los derechos de los pobres. Pronto se enamora de él, aunque finalmente se olvida de ese amor y decide centrarse en las elecciones municipales. Finalmente se enamora de Tomás, se presenta a las elecciones electorales y es votada alcalde. Recibe varias amenazas y atentados contra su vida por este hecho. Se desconoce si falleció en la explosión. |
| Toni Salgado                     | Íñigo Maqueda                                                      | Es el encargado de las minas de la marquesa De Los Visos. Nunca eleva el tono de voz y procura parecer calmado hasta en las situaciones más complicadas. Íñigo es un hombre entre dos mundos: el de las minas y el de la marquesa, que lo utiliza cuando quiere. La llegada de Jean Pierre trastocará su relación con Isabel. Desaparece de La Habana y se revela que Jean Pierre lo mató. |
| Lucía Caraballo                  | Doña Antonia "Antoñita" Malo Molina de Fernández                   | Es una chica humilde que ha sobrevivido a una existencia brutal desde su más tierna infancia y que puede decir que todo lo que sabe lo ha aprendido a palos. La marquesa le salvó de esa vida y, por ello, se lo debe todo. Se enamora de Onésimo y se casa con él antes de la explosión. Se desconoce si falleció en la explosión. |
| Carles Sanjaime                  | Capitán Eugenio Huertas Ramírez                                    | Es un guardia civil sincero y cabal con quien todos saben que se puede contar. Se desconoce si falleció en la explosión. |
| Andrés Suárez                    | Padre Don Filiberto                                                | Es un cura muy conservador, un hueso duro de roer al que todos evitan para no tener que enfrentarse a él. Actualmente, se ha unido a la secta de 'Los Arcángeles' para acabar con los republicanos. Puso varias bombas en el pueblo, una de las cuales explota en la fábrica de Don Ignacio, dejando a Pablo malherido. Finalmente, tras ser azotado por los paisanos y que su iglesia fuera quemada, se suicida explotando todas las bombas matando a muchos paisanos. |

### Elenco secundario
Tabla de los personajes secundarios:
| Actor o actriz        | Personaje                    | Descripción |
| --------------------- | ---------------------------- | --- |
| María Laguarda        | Camelia Castañeda del Molino | Es la hija de Marcela y Matías, que se ha convertido en una jovencita muy lista y avispada. Se ha criado sola con Marcela, ya que Matías ha estado fuera la mayor parte de su infancia. Cuando Matías regresa, no sabe cómo comportarse con su padre, al que ve como un extraño. Se desconoce si falleció en la explosión. |
| Blanca Oteyza         | Doña Begoña de Solozábal     | Es la esposa de Don Ignacio, que estaba recluida en un sanatorio mental en Suiza debido a unos sucesos acometidos en el pasado. Doña Begoña llega a Puente Viejo completamente recuperada. Es una mujer nueva, sonriente, vitalista, entusiasta, imprevisible y divertida. Ha regresado con su familia y para ella no hay nada más importante. Se comporta como la madre perfecta para cada una de sus hijas en la medida de sus necesidades, y cómo no, también como la esposa perfecta. Sin embargo, Don Ignacio está desconcertado, al igual que Manuela, no saben qué pensar. En cambio, las chicas están felices de haber recuperado a su madre. Intenta matar a Manuela tirándola por las escaleras, aunque no lo consigue. Mata a Ramón tras enterarse de que él mató al niño que ella esperaba y que la maltrataba. Finalmente se va con su hija Rosa a un sanatorio en Austria.           |
| Pablo Rivero-Madriñán | Lázaro Campuzano             | Lázaro es el hermano de Pedro Campuzano, lugarteniente de Doña Eulalia. Viene decidido a vengar la muerte de su hermano, pero Francisca logra persuadirlo y contratarlo a su servicio. Se desconoce si falleció en la explosión. |
| Virgil-Henry Mathet   | Jean Pierre                  | Es un francés, elegante y muy apuesto que llega a Puente Viejo buscando a la Marquesa de los Visos, huyendo de un turbio asunto para refugiarse durante un tiempo. Jean Pierre es alguien muy importante del pasado de la Marquesa y fue para ella un bálsamo reparador, encontrando el amor que nunca halló en su esposo. Ella está preocupada por él y quiere saber cuál ese asunto de vida o muerte que lo trajo a Puente Viejo pero el francés se niega a decírselo. No obstante, el repentino cambio en el ánimo de la Marquesa hace que sus hijos sospechen de Jean Pierre y se preocupen por la influencia que ejerce sobre su madre. Mató a Maqueda y se revela que es el padre de Adolfo, finalmente, Tomás le dice que se ha encontrado el cuerpo de Maqueda y cuando él va a comprobarlo, es detenido por la muerte de Maqueda y la del Marqués de los Visos, difunto marido de Isabel. |

## Localizaciones
Estos son los algunos de los lugares más importantes de Puente Viejo donde tienen lugar la mayoría de los eventos de la serie:
- La Casona: residencia de la familia Montenegro y, por tanto, de Doña Francisca Montenegro. Tiene numerosas habitaciones, un jardín, una gran cocina y un despacho que contiene un pasadizo secreto que casi nadie conoce y que lleva a unas catacumbas, que a su vez llevan al exterior. Tras el incendio de 1926, Don Ignacio Solozábal compra la finca y se instala en ella, modernizándola para adaptarse a los nuevos tiempos. Temporadas: Todas.
- Plaza del pueblo: es la plaza de Puente Viejo, donde se encuentran la Casa de comidas y el Colmado, y donde han sucedido multitud de eventos importantes durante toda la serie: bodas, peleas, celebraciones, enfrentamientos... Dice la leyenda que si alguien bebe de la fuente se enamorará de un puenteviejino y se quedará para siempre en el pueblo. En 1930, se añade un gran reloj encima de la fuente. Temporadas: Todas.
- La Casa de Comidas: el bar del pueblo, regentado al principio por los Ulloa (Raimundo, Emilia y Sebastián), para después ser dirigido por Alfonso y Emilia y, finalmente, por Matías y Marcela. Es el lugar preferido de los puenteviejinos para discutir sobre sus problemas o jugar a las cartas junto a un buen vino y unas buenas tapas. Forma parte de la Posada de María. Actualmente se llama Café-Bar. Temporadas: Todas.
- La Posada de María: la posada del pueblo, también dirigida inicialmente por Raimundo y Emilia, luego por Emilia y su esposo Alfonso y finalmente por su hijo Matías y su esposa Marcela. Aquí se hospedan los turistas que vienen a visitar el pueblo y a disfrutar de él. Tras el incendio de 1926, pasa a llamarse Hostal de Puente Viejo. Temporadas: Todas.
- Colmado Mirañar: la tienda del pueblo, dirigida por Dolores Asenjo, su esposo Pedro y su hijo Hipólito. Los tres viven aquí. Tras la muerte de Pedro, son Tiburcio, segundo esposo de Dolores, y Gracia, segunda mujer de Hipólito, quiénes ayudan a sacarlo adelante. Onésimo vive aquí, aunque no ayuda mucho. Los puenteviejinos intentan visitarlo lo menos posible para evitar los cotilleos y preguntas incómodas de Dolores. Tras el incendio de 1926, pasa a llamarse Ultramarinos. Temporadas: Todas.
- Hogar de los Castañeda: Casa de Francisca en la que residen de prestado Rosario y sus cuatro hijos por sus servicios a La Casona. Tras la muerte de Juan y el salto temporal, viven aquí Alfonso y Emilia, ahora en una clase más acomodada sin el yugo de Francisca. La casa es quemada en la cuarta temporada por Lewis Wilder, hermano de Terence Wilder. Temporadas: 1-4
- El Jaral: propiedad de Águeda Molero, que pasó a manos de Pepa y Olmo tras su muerte, aunque Olmo abandonó la casa. Fue la residencia de la familia Castro (Tristán, Aurora, Gonzalo y Bosco) tras la muerte de Pepa. Sirvió como escuela de adultos y hospital de campaña. Tras la muerte de Bosco, Aurora vendió la casa a Los Mella, una familia recién llegada al pueblo. Desgraciadamente, poco tiempo después, los pequeños de la familia Mella hicieron estallar unos petardos en el desván, provocando el incendio de la vivienda y, como consecuencia, la muerte de toda la familia Mella, exceptuando a Beatriz, que se salvó. Temporadas: 1-7.
- La conservera: Construida sobre los terrenos que Francisca le quitó a Raimundo, fue regentada por Sebastián Ulloa y los Montenegro hasta que estos últimos se desentendieron por no tener ingresos para mantenerla. Sebastián se quedó a cargo tras mucho luchar para que Tristán le vendiese su parte de la conservera y ser él el dueño totalitario, sin embargo no pudo mantenerla mucho tiempo a flote ya que vendió conservas en mal estado al ejército y terminaron por embargársela. Tras esto, Francisca la convierte en una industria textil capitaneada por Roque, el capataz. Posteriormemte, se cerró hasta que Cristóbal Garrigues decidió abrirla de nuevo, aunque poco después volvió a cerrar, ya definitivamente. Temporadas: 1-2; 7.
- La botica/confitería/bodega: la botica del pueblo durante la primera temporada, dirigida por Manuel Mateos, su esposa María Cristina y Paquito. En la segunda temporada fue convertida en una confitería y dirigida por Candela Mendizábal hasta su muerte. Tras tan terrible acontecimiento pasó a ser una bodega, administrada por Fe y luego por Prudencio (como una tapadera para conceder préstamos). En el piso superior se encuentra la casa de Candela y, posteriormente, de Severo e Irene. Tras el incendio de 1926, fue cerrada y pasó a ser utilizada por Matías, Alicia y Damián como lugar de reuniones del sindicato al que pertenecían. Temporadas: 1-12.
- Dispensario: zona médica a la cual los vecinos solían acudir cuando se sentían enfermos. Ha estado dirigido por un total de 8 doctores (Don Julián, Don Alberto, Pepa, Gregoria, Aurora, Lucas, Álvaro y el doctor Zabaleta). Temporadas: 1-7, 10-11
- Iglesia de Puente Viejo: numerosas bodas se han celebrado aquí, oficiadas por Don Anselmo y Don Berengario. La mayoría alegres, aunque otras no tanto. Temporadas: Todas
- Cementerio de Puente Viejo: probablemente el lugar más triste de todo Puente Viejo. Aquí se ha dado el adiós a personajes muy queridos: Tristán, Mariana, Bosco, Candela, entre otros. También se han celebrado 7 entierros falsos. Temporadas: Todas
- Quebrada de los Lobos: uno de los parajes más peligrosos de todo Puente Viejo. Es muy fácil perderse por aquí, y solo unos pocos conocen bien el camino. Aquí fue donde Pepa dio a luz y, posteriormente, su cuerpo desapareció. Temporadas: 1-4
- Prisión: algunos vecinos han estado aquí detenidos. Temporadas: 1-2, 5-10, 11
- Casa de Roque y Pía: allí vivieron Roque y Pía durante su estancia en Puente Viejo hasta que tuvieron que huir de Olmo y sus hombres. Temporadas: 2
- Granja de los Buendía: fue la residencia y granja de los Buendía durante algún tiempo. Posteriormente, pasó a ser la casa de Mariana y Nicolás. Temporadas: 2-7
- Garganta del Diablo: pico muy escarpado que da lugar a un río muy peligroso. Fernando y, posteriormente, María se lanzaron al vacío, simulando su muerte, ya que muy pocos saben que hay un saliente escondido bajo el suelo. Temporadas: 4-5
- La Quinta "Miel Amarga": residencia de Severo Santacruz y Carmelo Leal. Numerosos personajes e historias han pasado entre las paredes de esta casa. Posteriormente, Sol, Lucas y Candela pasaron a vivir aquí. Tras la muerte de Sol, la marcha de Lucas y la falsa muerte de Candela y Severo, el nuevo dueño pasó a ser Cristóbal Garrigues, con Carmelo a sus órdenes. Francisca consiguió hacerse con las propiedades de la Quinta y las puso a subasta, pero Garrigues reapareció y puso una bomba que, finalmente, explotó y dejó la Quinta destrozada. Temporadas: 5-8.
- La Elegante: tienda de moda dirigida por Mariana y Gracia y ubicada en la plaza del pueblo. Tras la muerte de Mariana, Gracia decidió cerrarla permanentemente. Posteriormente, tras el incendio de 1926, se convierte en una barbería, aunque sólo se ve la fachada y en ningún momento se muestra el interior. Temporadas: 6-7
- Los Manantiales: residencia de la familia Dos Casas(Hernando, Camila y Beatriz). En una parte de la vivienda se encontraba la tienda, donde se vendían jabones y perfumes. Tras la marcha de la familia a Checoslovaquia, la casa queda abandonada. Temporadas:7-9.
- Salón municipal: es el ayuntamiento del pueblo, donde los vecinos suelen acudir al alcalde para preguntar dudas o pedir mejoras para el pueblo. En ocasiones, se utiliza como zona para realizar velatorios. Temporadas: 9-12
- Casa de Julieta y Consuelo: Vivienda que Prudencio les proporciona a Julieta y a su abuela tras la muerte de Ana en el incendio provocado por él. Tras la boda de Julieta y Saúl, Consuelo les renta la casa a Antolina e Isaac. Temporadas: 9-11
- La Habana: residencia donde María y Roberto pretendían mudarse pero, tras la muerte de Roberto, Fernando consigue hacerse con ella y se muda con María, inválida tras una explosión. Tras la muerte de este último y el regreso de María a Cuba, la propiedad pasa a manos de la familia De los Visos. Desde aquí, administran todo lo relacionado con la mina de la familia. El pabellón del ala norte fue el lugar donde Francisca pasó recluida durante 3 meses y luego fue el hogar del amante francés de la marquesa, Jean Pierre. Temporadas: 11-12.
- Fábrica Solozábal: es la fábrica de hojalata de Don Ignacio Solozábal, donde trabajan algunos vecinos tras el incendio de 1926. Temporadas: 12

## Producción
En 2011 la cadena de televisión Antena 3 necesitaba un cambio para las tardes tras una larga etapa probando algunos formatos sin concluir. Sonia Martínez — directora de la serie de Atresmedia — solicitó una ficción diaria a Boomerang TV, los cuales desarrollaron El secreto de Puente Viejo. La cadena emisora dudó en hacer una serie de época, aunque finalmente optaron por ese género. Aurora Guerra escribió una historia a partir de una idea que tenía ya redactada, la cual provocó que muchos directores y realizadores se pusieran a desarrollar una serie tan longeva como esta.
Tras tantos años, todo cambió respecto a la historia inicial, a excepción del lugar donde ocurren los hechos, que es de ubicación desconocida. En enero de 2019 la ficción alcanzó los 2000 capítulos, ante la incredulidad del equipo.
Para Aurora Guerra, uno de sus habilidades para continuar escribiendo el guion de la serie, es traerla al extremo: «“lo más difícil es el no postrarte, no ser ingenuo y alborotar las tramas. Si flojean las historias, intentamos dar espectáculo y elevar la fuerza de las mismas”, aseguraba».

### Cifras de producción televisiva
El equipo está compuesto por 157 personas. Durante todo el tiempo de rodaje los guionistas han escrito 34 000 secuencias en 90 000 páginas, que supuso 90 000 minutos de El secreto de Puente Viejo, o lo que es lo mismo, se hubieran necesitado 1500 horas o 62 días de emisión ininterrumpida.
Para ambientarla se construyeron más de 600 decorados, que juntos ocuparon 18 000 metros cuadrados. Se consiguieron miles de muebles de toda España, y se hicieron unos 300 periódicos ficticios.
Para representar a los personajes a lo largo de los años fueron necesarios unos 1200 rulos, 220 barras de labios, 600 bases de maquillaje, unos 1800 botes de laca, 300 botes de fijador, 70 400 esponjas de maquillaje, 52 800 borlas y 3500 envases de maquillaje, entre otros. Desde 2011 se han alquilado miles de piezas de vestuario.

## Banda sonora
La banda sonora de la serie recopila 25 canciones. Salvo la de Ana Belén, el resto están compuestas por Álex Conrado e interpretadas por la Filarmónica de Praga. 
| N.º | Título                                               | Duración |  |
| 1.  | «El secreto de Puente Viejo» (cantada por Ana Belén) | 2:49     |  |
| 2.  | «El baile del destino»                               | 3:40     |  |
| 3.  | «Pepa y Tristán»                                     | 2:13     |  |
| 4.  | «El parto de Pepa»                                   | 2:36     |  |
| 5.  | «Impromptu n.º 3 op. 44»                             | 3:22     |  |
| 6.  | «Amanecer en Puente Viejo»                           | 1:49     |  |
| 7.  | «Confesiones a Emilia»                               | 1:55     |  |
| 8.  | «Los Mirañar»                                        | 1:16     |  |
| 9.  | «Candilejas»                                         | 1:33     |  |
| 10. | «Amor sobre el puente»                               | 1:43     |  |
| 11. | «Te alejas de mí»                                    | 1:34     |  |
| 12. | «El regreso de un hijo»                              | 2:05     |  |
| 13. | «Antes de ti»                                        | 4:20     |  |
| 14. | «Promesas incumplidas»                               | 2:15     |  |
| 15. | «La tristeza sobre mí»                               | 3:27     |  |
| 16. | «Siempre te amé»                                     | 1:45     |  |
| 17. | «De vuelta al Colmado»                               | 0:53     |  |
| 18. | «Gonzalo confiesa la verdad a Tristán»               | 3:00     |  |
| 19. | «Una lágrima olvidada»                               | 2:08     |  |
| 20. | «La vuelta de Aurora»                                | 3:20     |  |
| 21. | «Réquiem por Tristán»                                | 3:39     |  |
| 22. | «Conrado y mi amor»                                  | 3:34     |  |
| 23. | «Bosco salvaje»                                      | 5:15     |  |
| 24. | «Los dos amantes»                                    | 3:17     |  |
| 25. | «Entre tu lluvia y la mía»                           | 2:47     |  |

El secreto de Puente Viejo ha traspasado la pantalla y coincidiendo con el quinto aniversario, la ficción preparó el lanzamiento de una edición musical especial, que además de un libro, incluyó un CD con el nuevo tema de la cabecera, cantada por Ana Belén en 2016.
En 2017 se eliminó la canción de Ana Belén de la cabecera a petición de los espectadores, y se restauró la original.

## Audiencia

### En España
La serie se estrenó el 23 de febrero de 2011 en la noche del miércoles con 3 186 000 espectadores. Este primer capítulo de inauguración duró 116 minutos, al contrario que el resto, que son en torno a los 55 minutos. Siguiendo la estrategia de Bandolera, la serie se estrenó en el prime time, logrando un 17 % y en sus tramos finales un 23 % liderando la noche del miércoles.
Desde el 24 de febrero de 2011, ocupa la franja de la tarde, en la cual compite con sus rivales más directos: Sálvame y Acacias 38. Los datos de ese jueves fueron totalmente inesperados, ya que Antena 3 logró incrementar la audiencia de la tarde anotando un 15,2 % y 1 567 000 espectadores. Aumentó su audiencia en 10 puntos de cuota de pantalla con respecto a la tarde del miércoles e incluso logró superar a Soy tu dueña que emitía La 1.
El secreto de Puente Viejo satisfizo su deseo y subió la audiencia de la hora vespertina hasta las cifras que rebasaban el 20 % de cuota de pantalla.
Sin embargo, tras cosechar récords durante varias temporadas, las audiencias de la serie cayeron. Pablo Guerrero «replicó»: no ligamos la bajada de audiencia a un desgaste, sino a que la forma de ver la televisión ha cambiado muchísimo desde que empezamos. La televisión está evolucionando muy deprisa y en poco tiempo.
En el año 2011 obtuvo una media de 1 501 000 espectadores y un 13,9 % de cuota de pantalla, en el 2012 fue de 1 675 000 y un 15,3 % y en el 2013, 1 970 000 y el 18,2 %.
Desde su estreno, El secreto de Puente Viejo alcanza 1 713 000 espectadores por capítulo — 16,4 % de cuota de pantalla—. La serie mejora sus registros hasta el 18,9 % entre el público femenino. Entre en 2013 y 2015 fue líder y alcanzó el 20 % de cuota en numerosas ocasiones. Por territorios, la serie de Atresmedia destaca en la Comunidad Valenciana (22,9 %), Castilla y León (22,8 %), Castilla-La Mancha (22,1 %), Murcia (17,5 %), Aragón (16,8 %), Andalucía (16,1 %) Cataluña (14,8 %) y Madrid (13,4 %).

#### Récords
| Mejores | Capítulo | Fecha de estreno      | Espectadores | Cuota |
| ------- | -------- | --------------------- | ------------ | ----- |
| 1°      | 001      | 23 de febrero de 2011 | 3 186 000    | 17,0% |
| 2°      | 753      | 11 de febrero de 2014 | 2 396 000    | 19,6% |
| 3°      | 752      | 10 de febrero de 2014 | 2 354 000    | 19,6% |
| 4.º     | 748      | 4 de febrero de 2014  | 2 353 000    | 19,7% |
| 5.º     | 742      | 27 de enero de 2014   | 2 328 000    | 19,6% |
| 6.º     | 737      | 20 de enero de 2014   | 2 317 000    | 19,8% |
| 7.º     | 741      | 24 de enero de 2014   | 2 302 000    | 19,3% |
| 8.º     | 747      | 3 de febrero de 2014  | 2 297 000    | 19,6% |
| 9.º     | 743      | 28 de enero de 2014   | 2 290 000    | 18,8% |
| 10.º    | 738      | 21 de enero de 2014   | 2 277 000    | 19,6% |

Obtuvo el máximo histórico de la tarde, el 11 de febrero de 2014 con 2 396 000 espectadores. El de cuota de pantalla lo consiguió el 7 de octubre de 2013 con el 22%.
| Peores | Capítulo | Fecha de estreno        | Espectadores | Cuota |
| ------ | -------- | ----------------------- | ------------ | ----- |
| 1.º    | 2242     | 9 de enero de 2020      | 820 000      | 8,3%  |
| 2°     | 2201     | 7 de noviembre de 2019  | 831 000      | 8,7%  |
| 3°     | 2192     | 24 de octubre de 2019   | 841 000      | 9,0%  |
| 4.º    | 2200     | 6 de noviembre de 2019  | 853 000      | 9,1%  |
| 5.º    | 2197     | 31 de octubre de 2019   | 860 000      | 9,8%  |
| 6°     | 2252     | 23 de enero de 2020     | 873 000      | 8,6%  |
| 7.º    | 2265     | 11 de febrero de 2020   | 874 000      | 9,1%  |
| 8.º    | 2270     | 18 de febrero de 2020   | 874 000      | 9,2%  |
| 9°     | 2195     | 29 de octubre de 2019   | 876 000      | 10,1% |
| 10°    | 2223     | 10 de diciembre de 2019 | 879 000      | 9,2%  |
| 10°    | 2182     | 10 de octubre de 2019   | 879 000      | 10,0% |

La primera vez que la serie obtuvo una cifra inferior al millón de espectadores fue el 18 de septiembre de 2019 con 992 000 y el 11%. El 9 de enero de 2020 alcanzó su mínimo histórico en número de espectadores con 820 000 y el 15 y 27 de abril el de cuota de pantalla con el 8%.

### En Italia
En Italia, la serie comenzó a emitirse por la tarde el lunes, 10 de junio de 2013 y Mediaset Italia decidió hacerse con los derechos de emisión de la serie de Antena 3 para emitirla en la tarde de Canale 5, la principal cadena privada del país. El estreno de Il Segreto — traducción en italiano — fue un éxito, con un 19,79 % de cuota de pantalla y 2 564 000 espectadores.
En vista del éxito contundente que la ficción cosechó a diario, el 24 de noviembre de 2013, Canale 5 emitió la ficción, también en el prime time del domingo. Durante su primera emisión en este horario, Il Segreto reunió a 3 795 000 espectadores y un 15,79 % de cuota de pantalla. Eso supuso una subida de varios puntos en la franja para la cadena.
La serie entre el 2013 y 2016 reunía cada tarde, a más de 3 millones de espectadores, superando el 25% de cuota. 
Como sucedió en España, el último capítulo fue transmitido en Italia el 28 de mayo en Prime Time, con una audiencia de 1.928.000 espectadores y un 11.6% de cuota de pantalla.

#### Récords
En la franja vespertina la ficción batió récords de audiencia; alcanzó el 30 de enero de 2015 su mejor dato tras congregar a 3 993 000 espectadores. En cuanto a cuota de pantalla, su mejor dato de la tarde lo marcó el 15 de abril de 2015 con un 35,57 %. En la franja nocturna se alcanzó el 23 de abril de 2015 su mejor dato tras congregar a 4 857 000 espectadores.

## Recepción
El secreto de Puente Viejo tuvo una buena acogida en España; desde que se estrenó en 2011 han cambiado las perspectivas de los guionistas, es decir, han aumentado la intensidad de sus tramas y algunos critican su dureza y su violencia en las escenas. En 2014 la CNMC dictaminó interponer una sanción a Telecinco por vulnerar los derechos a la infancia en la franja vespertina — más concretamente al programa Sálvame — por sus graves conflictos y actitudes racistas, sexistas, o simplemente inmorales. Por eso Telecinco informó que la ficción de Atresmedia también debió ser sancionada por mostrar a mujeres secuestradas y mostrar escenas muy cruentas. Tras lo ocurrido, la CNMC obligó a la serie a sustituir la recomendación desde Todo público hasta los mayores de 7 años de edad.

## Emisiones
| País                 | Título                     | Cadena                 |
| -------------------- | -------------------------- | ---------------------- |
| España               | El secreto de Puente Viejo | Antena 3 Internacional |
| Italia               | Il Segreto                 | Canale 5               |
| Chile                | El secreto de Puente Viejo | TVN                    |
| Serbia               | Тајна старог моста         | RTV                    |
| Bosnia y Herzegovina | Tajna starog mosta         | FTV                    |
| Montenegro           | Tajna starog mosta         | RTCG                   |
| Bulgaria             | Тайните на времето         | bTV                    |
| Polonia              | Sekret                     | TV Puls                |
| Vietnam              | Bí mật cây cầu cũ          | VTV2, VTV3             |

Estados Unidos ha sido el último país en estrenar esta serie, aunque previamente fue vendida a Francia, Ucrania y a las repúblicas que conformaban Yugoslavia.
Fue bien acogido por la mayoría de canales latinoamericanos, también se emitió en Vietnam — fue la primera serie en emitirse en ese país y la primera serie española en llegar al Sudeste Asiático—. El secreto de Puente Viejo se ha emitido también en canales de estos países: Bulgaria, Polonia, Montenegro, Bosnia y Herzegovina, Croacia, Macedonia del Norte, Ucrania, Chile, Hungría, Georgia, Chipre, Serbia, Eslovenia, Lituania y Estados Unidos.
En Chile, Televisión Nacional de Chile (TVN) obtuvo los derechos para ser transmitida, teniendo un estreno especial el jueves 7 de agosto de 2014 en segunda franja del prime time, alcanzó los 10 puntos, además la producción se emitirá de lunes a viernes a las 16:15 horas con repeticiones a las 23:50 y en varios horarios de la tarde. La expresidenta de la República de Chile, Michelle Bachelet, pidió conocer a la actriz María Bouzas — una de las protagonistas de la serie—, invitándola a cenar en una conmemoración en el Palacio Real de Madrid. Pero la ficción fue cancelada transmitiendo el último capítulo de la primera temporada el 12 de agosto de 2016 — debido a su bajo consumo—.

### Revista
Tal es el éxito de la serie en Italia, que se lanzaron varios productos correlados, entre ellos la revista Il Segreto Magazine del 16 de septiembre de 2014 con una periodicidad mensual de reportajes, entrevistas a los actores, curiosidades, avances y mucho más.

## Premios
| Academia                                                       | Año de la entrega | Categoría                                                | Nominado / a                | Resultado |
| -------------------------------------------------------------- | ----------------- | -------------------------------------------------------- | --------------------------- | --------- |
| Premios Iris                                                   | 2012              | Mejor guion                                              | Equipo de guion             | Nominados |
| Premios Iris                                                   | 2012              | Mejor música para televisión                             | Álex Conrado                | Nominados |
| Premios Iris                                                   | 2015              | Mejor actriz                                             | María Bouzas                | Nominados |
| Premios Iris                                                   | 2016              | Premio especial por su trayectoria y academia de actores | El secreto de Puente Viejo  | Ganadora  |
| Premios TP de Oro                                              | 2011              | Mejor telenovela o serial                                | El secreto de Puente Viejo  | Nominadas |
| Fotogramas de Plata                                            | 2012              | Mejor actriz de televisión                               | María Bouzas                | Nominadas |
| Festival Madrid Imagen                                         | 2013              | Mejor serie española de la temporada                     | El secreto de Puente Viejo  | Nominadas |
| Premios Asturias                                               | 2012              | Personaje asturiano del año                              | Pablo Castañón              | Ganadores |
| Premios Jóvenes D. O. La Mancha                                | 2012              | Televisión y artes escénicas                             | Jordi Coll y Loreto Mauleón | Ganadores |
| European Soap Fan Day                                          | 2013              | Mejor serie del año                                      | El secreto de Puente Viejo  | Ganadores |
| European Soap Fan Day                                          | 2013              | Mejor actor extranjero de televisión                     | Álex Gadea                  | Ganadores |
| Premios Paco Rabal                                             | 2014              | Mejor serie de televisión                                | El secreto de Puente Viejo  | Ganadores |
| Premios Neox Fan Awards                                        | 2013              | Mejor actor                                              | Jordi Coll                  | Nominados |
| Premios Neox Fan Awards                                        | 2013              | Mejor serie de televisión                                | El secreto de Puente Viejo  | Nominados |
| Premios Neox Fan Awards                                        | 2014              | Mejor serie de televisión                                | El secreto de Puente Viejo  | Nominados |
| Premios Neox Fan Awards                                        | 2014              | Mejor actor                                              | Jordi Coll                  | Nominados |
| Premios Neox Fan Awards                                        | 2014              | Mejor actriz                                             | Loreto Mauleón              | Nominados |
| Premios Neox Fan Awards                                        | 2015              | Mejor actriz                                             | Adriana Torrebejano         | Nominados |
| Premios Cataluña                                               | 2015              | Mejor actriz de televisión                               | María Bouzas                | Ganadoras |
| Premios Grand Prix Corallo Italia                              | 2015              | Mejor serie de televisión                                | El secreto de Puente Viejo  | Ganadoras |
| Premios Grand Prix Corallo Italia                              | 2015              | Mejor actriz de televisión                               | María Bouzas                | Ganadoras |
| Premios de la Unión de Actores                                 | 2015              | Mejor actriz protagonista                                | María Bouzas                | Nominados |
| Premios de la Unión de Actores                                 | 2015              | Mejor actriz secundaria                                  | Sandra Cervera              | Nominados |
| Premios de la Unión de Actores                                 | 2015              | Mejor actriz de reparto                                  | Carlota Baró                | Nominados |
| Premios de la Unión de Actores                                 | 2015              | Mejor actor secundario                                   | Mario Martín                | Nominados |
| Premios de la Unión de Actores                                 | 2015              | Mejor actor secundario                                   | Ramón Ibarra                | Nominados |
| Premios de la Unión de Actores                                 | 2015              | Mejor actor de reparto                                   | Miguel Berlanga             | Nominados |
| Premios de la Unión de Actores                                 | 2015              | Mejor actor de reparto                                   | Enric Benavent              | Nominados |
| Premios de la Unión de Actores                                 | 2015              | Mejor actor revelación                                   | Boré Buika                  | Nominados |
| Festival Nazionale del Cinema e della Televisione di Benevento | 2018              | Mejor ficción internacional                              | El secreto de Puente Viejo  | Ganadora  |